# Romy (wieś)
Romy (ros. Ромы) – wieś (ros. деревня, trb. dieriewnia) w zachodniej Rosji, w osiedlu wiejskim Gniozdowskoje rejonu smoleńskiego w obwodzie smoleńskim.

## Geografia
Miejscowość położona jest 1,5 km od przystanku kolejowego 414 km, 1,5 km od drogi magistralnej M1 «Białoruś», 11,5 km od centrum administracyjnego osiedla wiejskiego (Nowyje Batieki), 24 km na zachód od Smoleńska.

## Demografia
W 2010 r. miejscowość zamieszkiwało 9 osób.